# Luíz Antônio dos Santos
Luíz Antônio dos Santos, född 6 april 1964 i Volta Redonda i delstaten Rio de Janeiro, död 6 november 2021 i Taubaté i delstaten São Paulo, var en brasiliansk friidrottare som tävlade i långdistanslöpning.
Dos Santos deltog vid VM 1995 i Göteborg där han blev bronsmedaljör i maraton. Han deltog även vid VM 1997 då han slutade på femte plats.
Han deltog vid ett olympiskt spel, Olympiska sommarspelen 1996 där han blev tia.

## Personliga rekord
- Maraton - 2:08.55 från 1997